# Бехеште-Захра

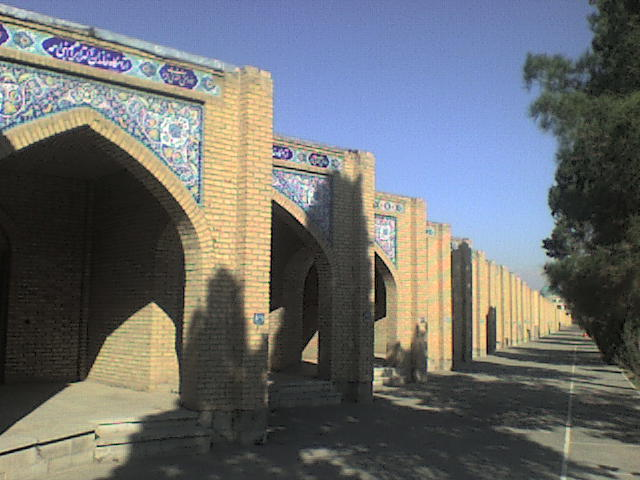
Места для захоронений

Бехе́ште-Захра́ (перс. بهشت زهرا‎ — behešt-e zahrâ) — крупнейшее кладбище в Иране. Кладбище находится в 6 км к югу от Тегерана, недалеко от города Дарсанабад. В северной части кладбища расположен мемориальный комплекс и мавзолей Имама Хомейни. Открыто 25 июля 1970 года.
Название «Бехешт-е Захра» означает «Рай Захры», Фатимы — четвёртой дочери пророка Мухаммеда, жены Имама Али, прозванной аз-Захра («Сияющая»).
До кладбища можно добраться на метро или по проспекту Раджаи, проспекту Бехеште-Захра и скоростному шоссе Тегеран-Кум.
1 февраля 1979 года в Бехеште-Захра, в день своего возвращения в Тегеран, с исторической речью перед народом выступил Аятолла Хомейни.

## Галерея

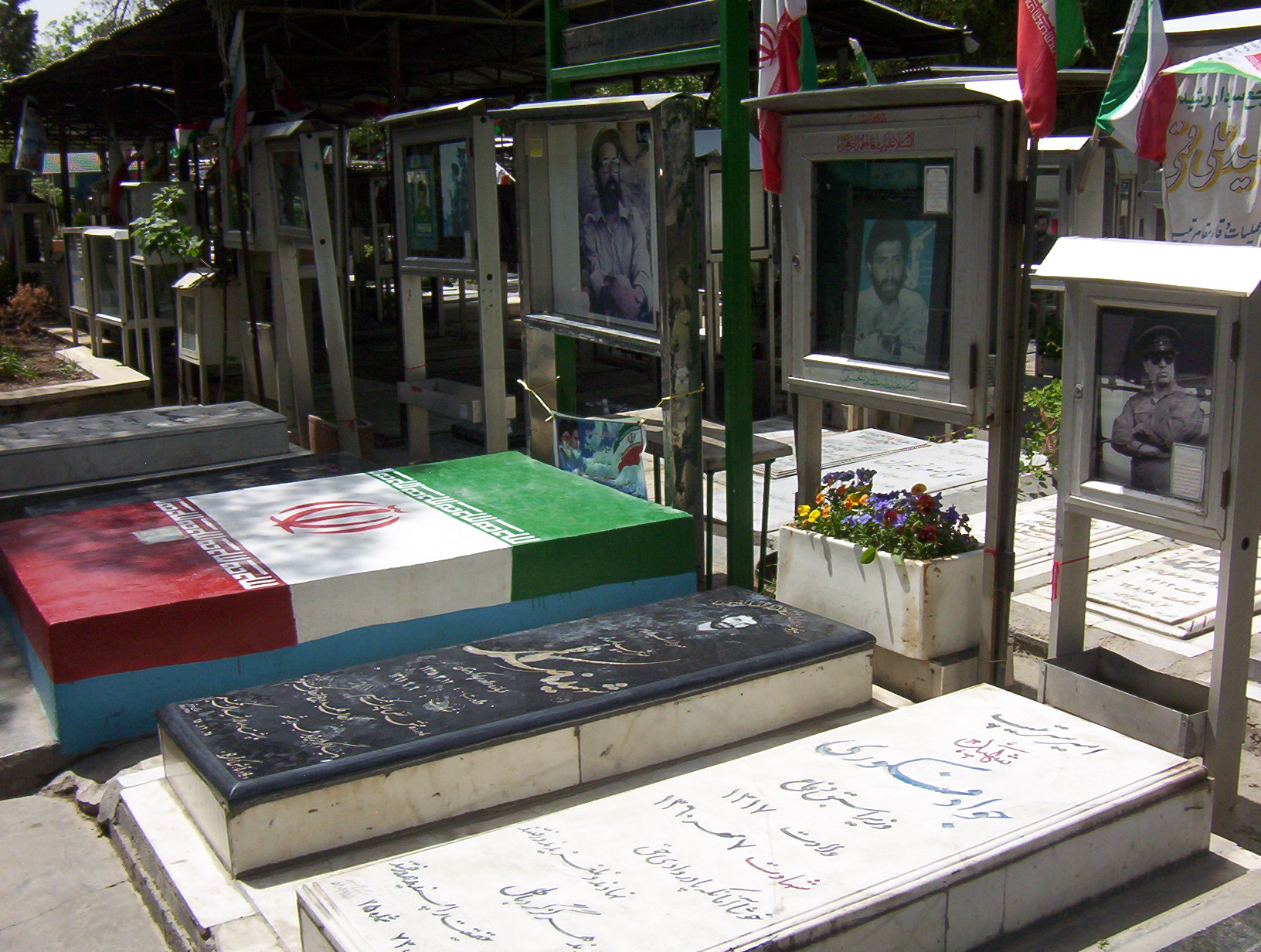
Могилы Мустафы Чамрана и Джавада Факури[англ.]
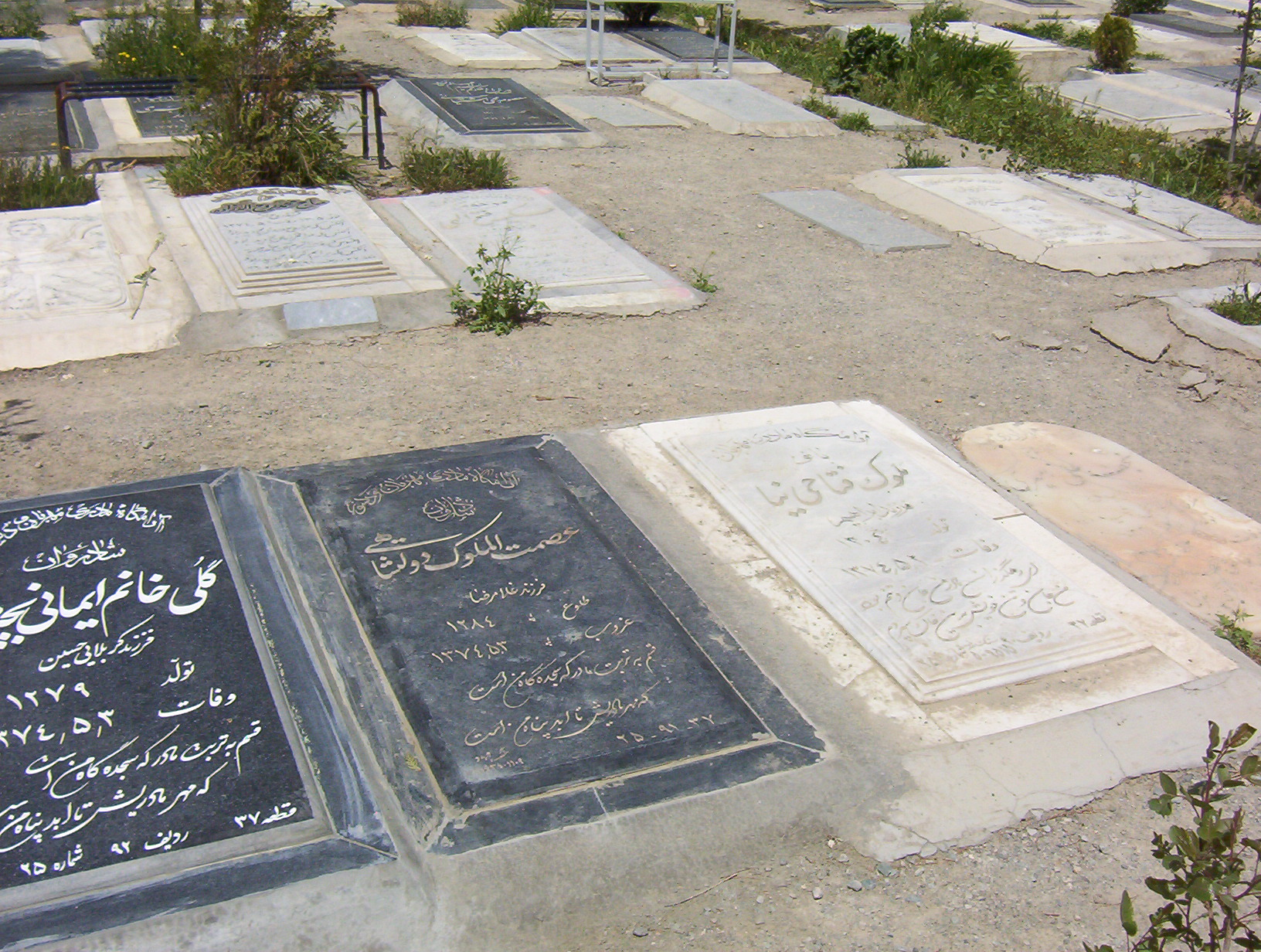
Могила Эсмет Довлатшахи
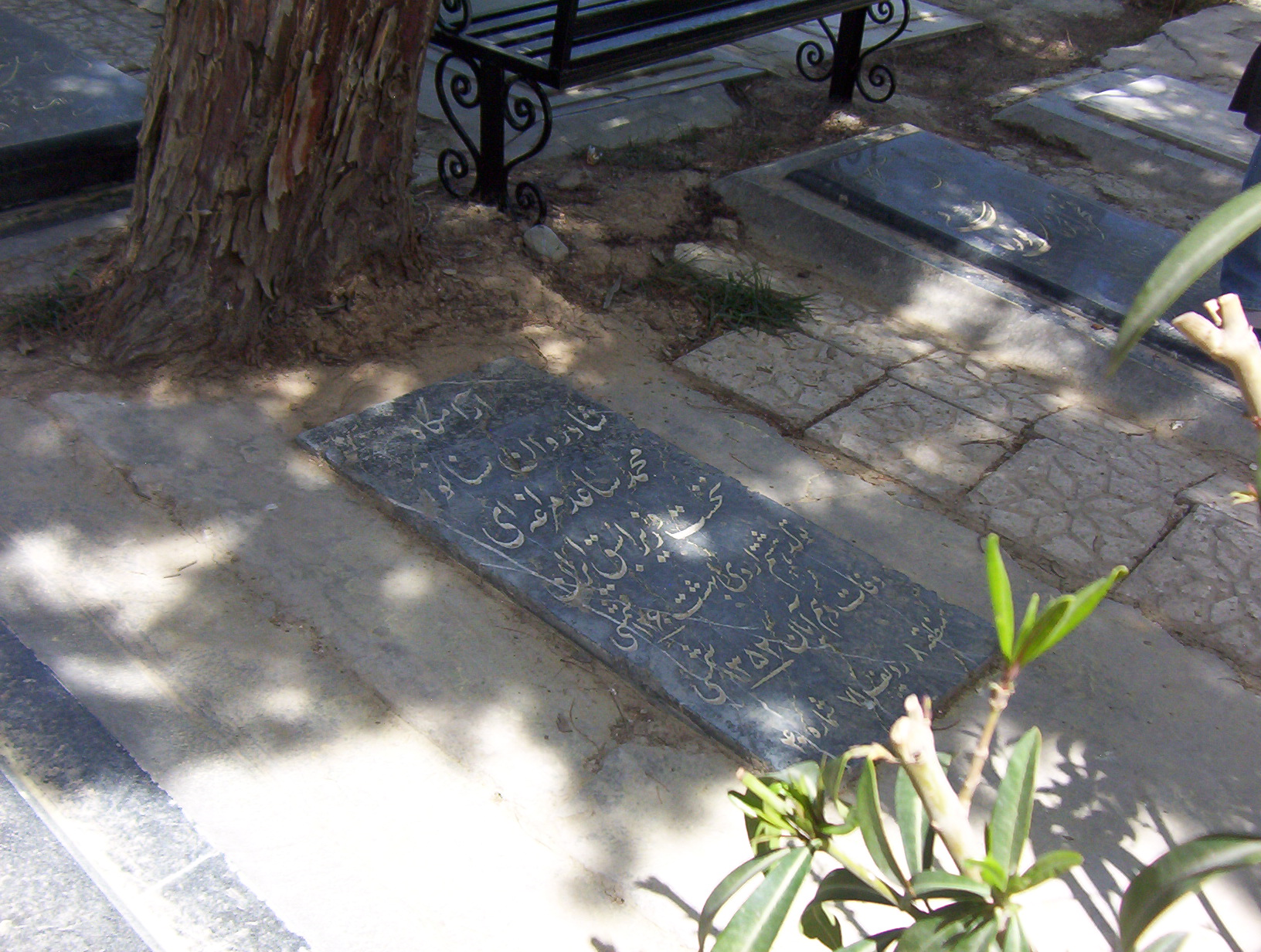
Могила Мохаммеда Саеда
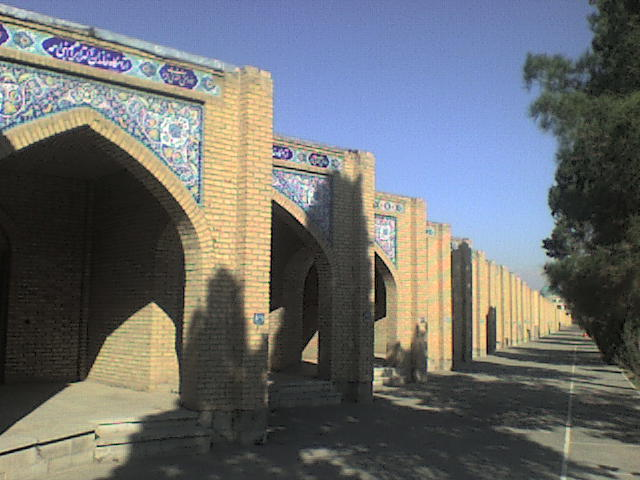
Частные гробницы
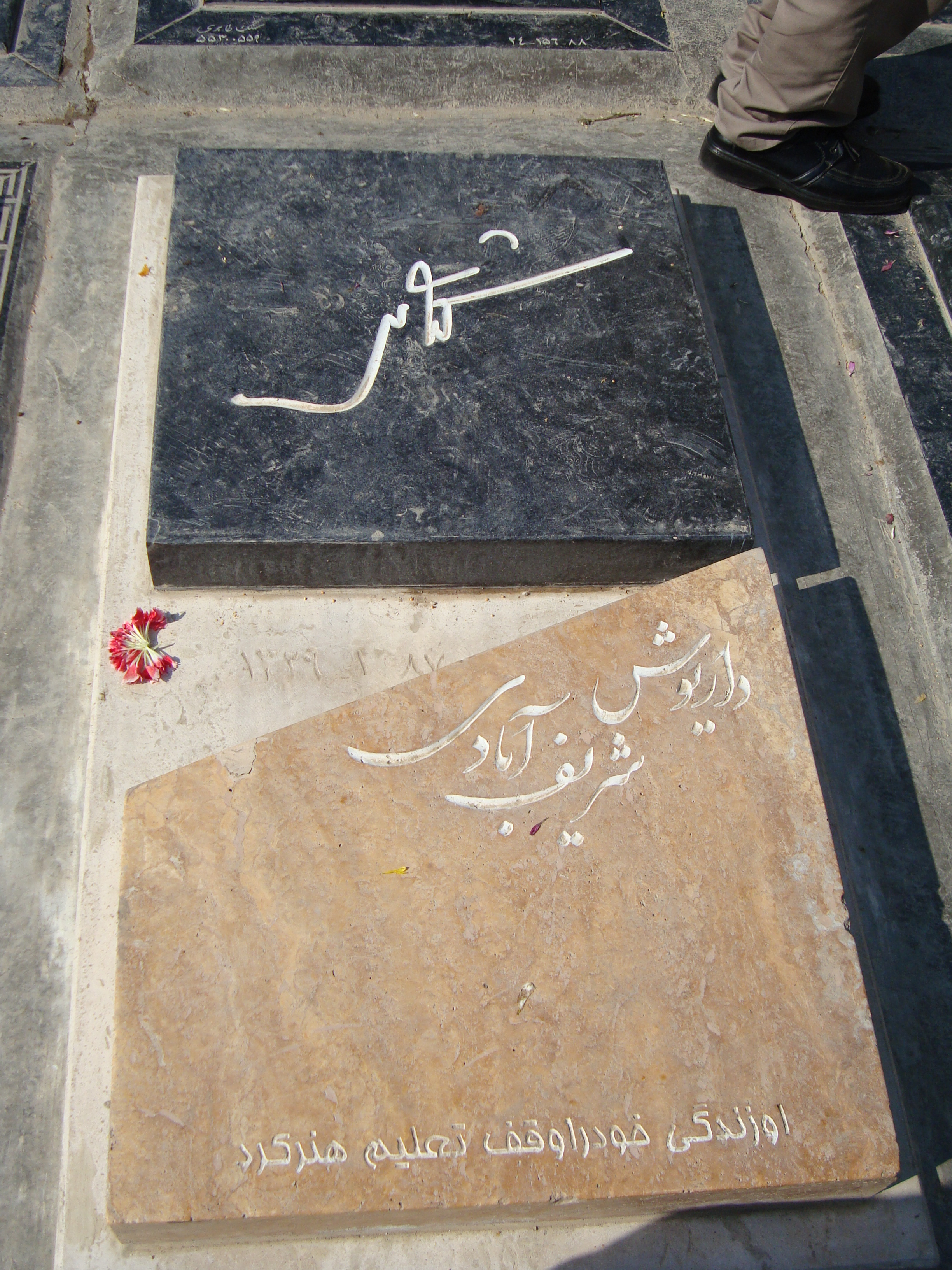
Могила Дариуша Шарифа Абади
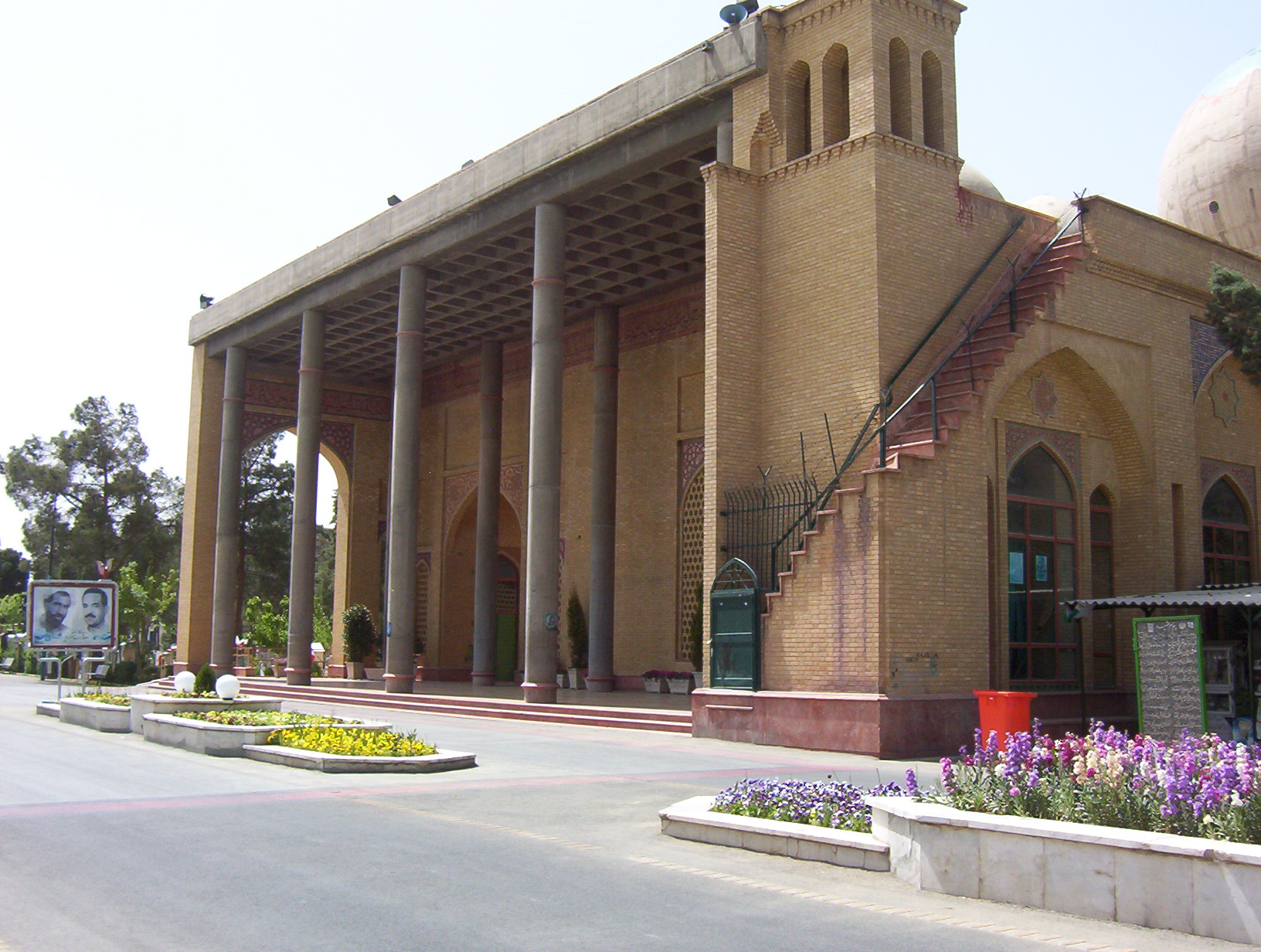
Мемориал жертвам взрыва в Хафте-Тире, внешний вид
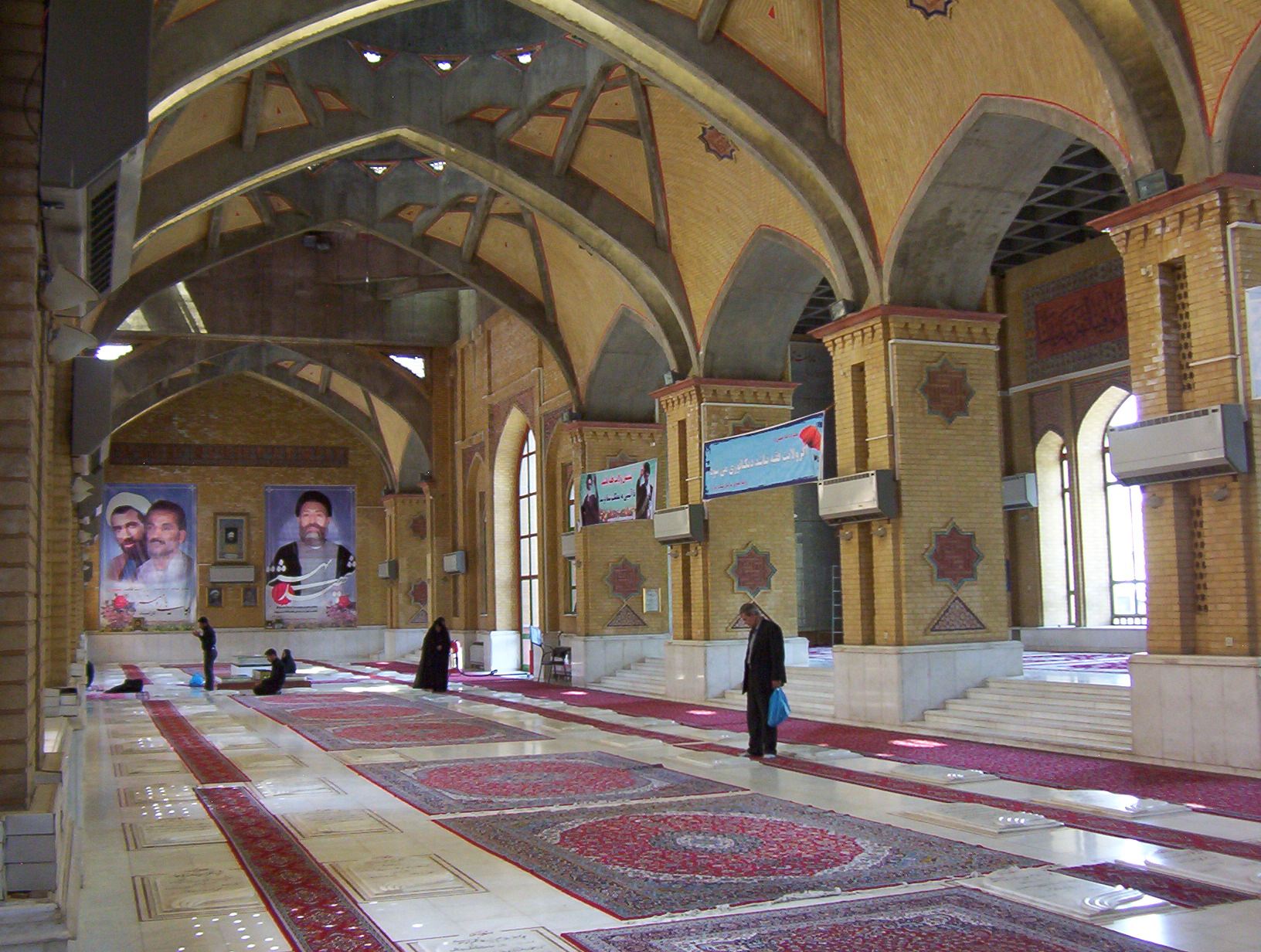
Мемориал жертвам взрыва в Хафте-Тире
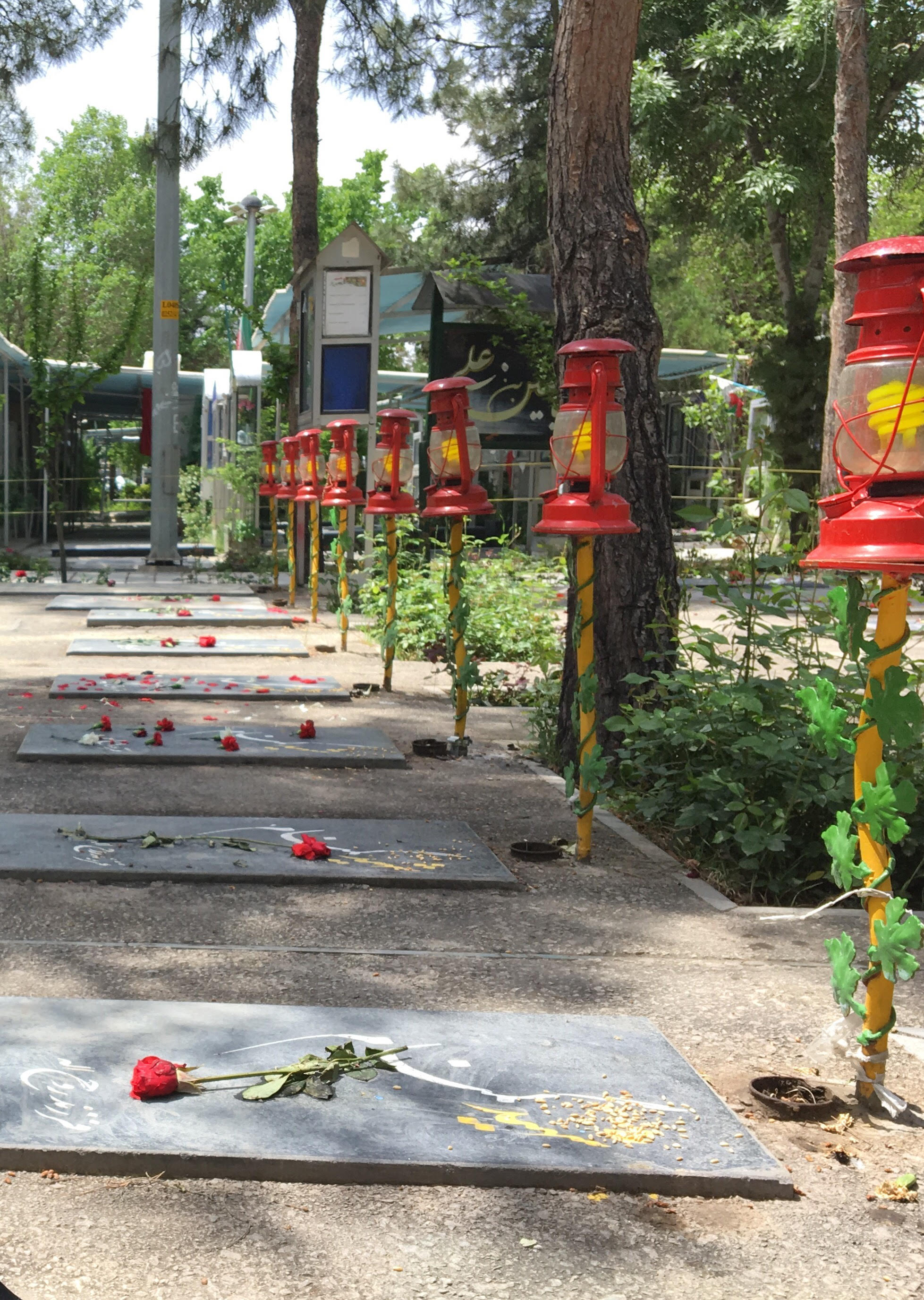
Могилы неизвестных мучеников
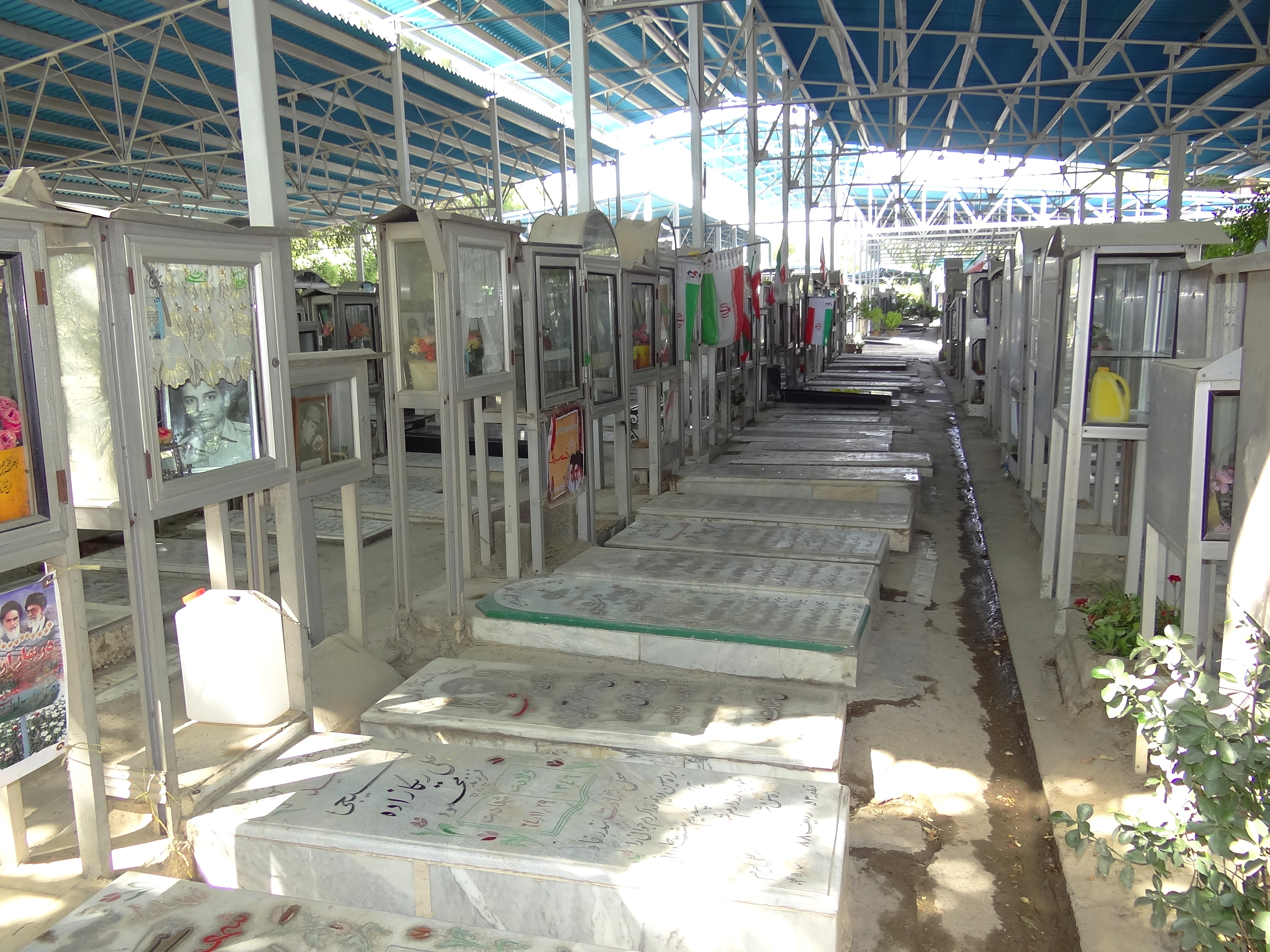
Могилы жертв ирано-иракской войны
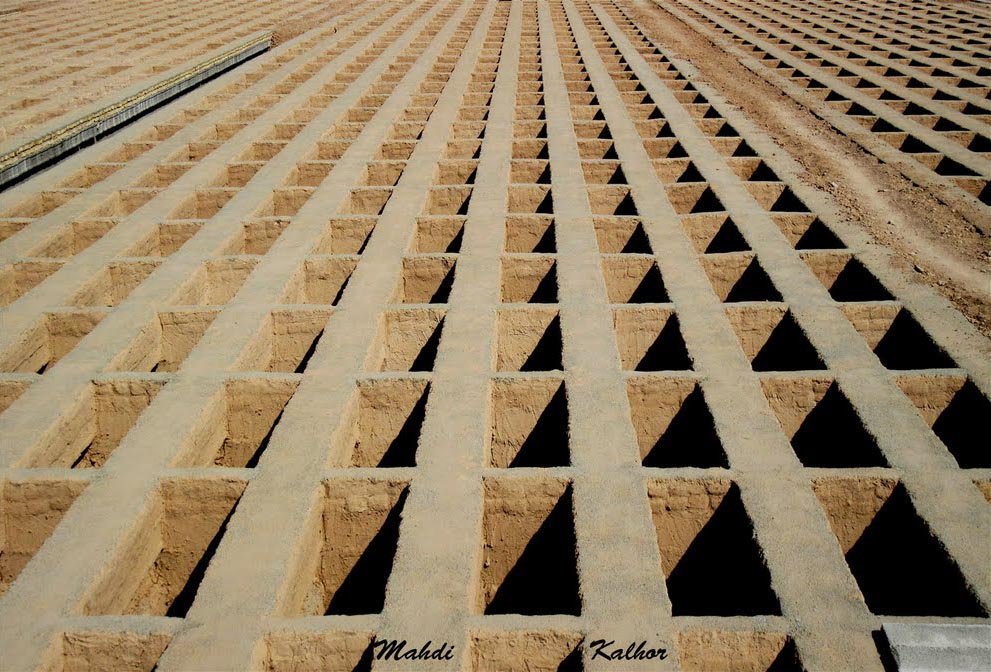
Подготовленные могилы
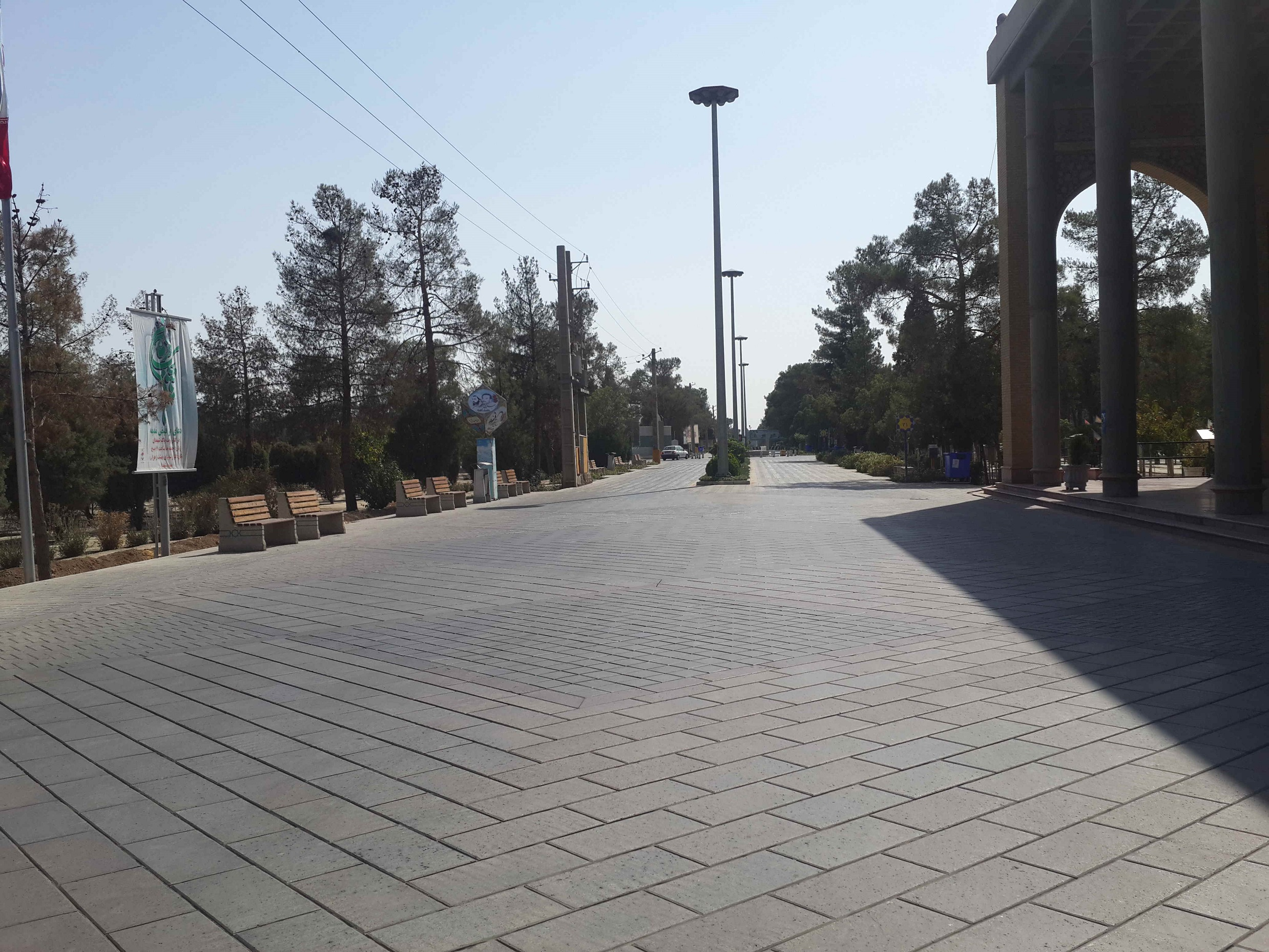
Улица Шохада